# Aeroportul Internațional Huangshan Tunxi
Aeroportul Internațional Huangshan Tunxi (IATA: TXN, ICAO: ZSTX) este un aeroport din Yiqi⁠(d), Districtul Tunxi, Huangshan⁠(d), Anhui, Republica Populară Chineză ce deservește zona Huangshan⁠(d). Aeroportul a fost tranzitat în 2022 de 141.352 de pasageri. A fost deschis în octombrie 1959.
Situat la o altitudine de 262 m, aeroportul dispune de o singură pistă.